# 아시다촌 (나가노현)
아시다촌(芦田村)은 나가노현 기타사쿠군에 있던 촌이다. 현재의 다테시나정에 해당한다.

## 역사
- 1889년 4월 1일 - 정촌제 시행에 의해 아시다촌이 단독으로 자치체를 형성하였다.
- 1955년 4월 1일 - 요코토리촌, 미쓰와촌과 합병해 다테시나촌이 성립하여 동일 아시다촌은 폐지되었다.

## 교통

### 도로
- 국도 제40호선
- 국도 제142호선

## 참고문헌
- 角川日本地名大辞典 20 長野県